# Егорка (фильм)
«Его́рка» — советский художественный фильм 1984 года кинооператора Александра Яновского по мотивам одноимённой повести Петра Гаврилова.

## Сюжет
Военные моряки спасают медвежонка, которого вынесла в море сильная буря. Матросы с удовольствием играют с мишкой, получившим имя Егорка, пока боцман не принимает решение отправить медвежонка в зоопарк. Оказавшись на берегу, Егорка становится случайным помощником в поимке шпиона пограничным патрулём. Получившего ранение медвежонка приходится отправить к врачам. Но в конце концов он возвращается в свой лес. Когда сторожевой катер уплывает, стоящий на берегу Егорка поднимает лапу, отдавая воинское приветствие.

## В ролях
- Михаил Пуговкин — боцман Топорщук
- Геннадий Фролов — кок Наливайко
- Геннадий Воронин — командир корабля, капитан II ранга
- Алексей Весёлкин — матрос Шуткин
- Андрей Костякин — моторист Сорокин
- Игорь Савкин — матрос Соломакин
- Игорь Золотовицкий — гидроакустик Рыбаков
- Анатолий Иванов — радист Клюев
- Борис Гитин — человек со шхуны
- Александр Балуев — командир пограничного катера
- Игорь Бочкин — сигнальщик пограничного катера
- Сергей Бобров — внук боцмана
- Сергей Десницкий — военврач

## Съёмочная группа
- Автор сценария: Всеволод Егоров
- Режиссёр: Александр Яновский
- Оператор: Михаил Роговой
- Художник: Михаил Гараканидзе
- Композитор: Евгений Крылатов
- Текст песни: Михаил Пляцковский

## О фильме
Фильм — единственный фильм как режиссёра кинооператора Александра Яновского, игравший главную роль актёр Михаил Пуговкин считал его работу причиной неудачи фильма, отметив, что он вёл себя на площадке не как режиссёр («в кадре он ничего артистам предложить не мог»).

Этот фильм, к сожалению, не получился, потому что режиссёр был очень слабый. Я играл боцмана. Мне один матрос сказал: — Михаил Иванович, если бы у нас на флоте все были такими боцманами, как Вы, было бы больше порядка. У меня была морская форма, я себя в ней очень хорошо чувствовал.— актёр Михаил Пуговкин

## Рецензии
- Оганян Д. На экране — дебюты // Советская культура. — 1984. — № 152 (5940) (20 декабря). — С. 5.